# Propeamussium davidsoni
Propeamussium davidsoni är en musselart som först beskrevs av Dall 1897.  Propeamussium davidsoni ingår i släktet Propeamussium och familjen Propeamussidae. Inga underarter finns listade i Catalogue of Life.